# Tarudante (província)
A província de Tarudante é uma subdivisão da região de Souss-Massa-Drâa de Marrocos, situada na parte sul do país. Tem 16 500 km² de área e em 2004 tinha 780 661 habitantes (densidade: 47,3 hab./km²). No mesmo ano, 24% dos habitantes viviam em áreas urbanas e   76% em áreas rurais.

## Comunas
| Comuna                  | Tipo                    | População (2004) |
| ----------------------- | ----------------------- | ---------------- |
| Tarudante               | comuna urbana (capital) | 69 489           |
| Adar                    | comuna rural            | 5 098            |
| Adas                    | comuna rural            |                  |
| Agadir Melloul          | comuna rural            | 8 756            |
| Ahl Ramel               | comuna rural            | 8 286            |
| Ahl Tifnoute            | comuna rural            | 6 339            |
| Ahmar Laglalcha         | comuna rural            | 13 854           |
| Ain Chaib               | comuna rural            |                  |
| Ait Abdallah            | comuna rural            | 2 988            |
| Aït Iaaza               | comuna urbana           | 9 984            |
| Ait Igas                | comuna rural            | 9 553            |
| Ait Makhlouf            | comuna rural            | 5 285            |
| Amalou                  | comuna rural            | 3 873            |
| Aoulouz                 | comuna urbana           | 18 518           |
| Arazane                 | comuna rural            | 7 301            |
| Argana                  | comuna rural            | 5 327            |
| Askaouen                | comuna rural            | 7 447            |
| Assads                  | comuna rural            | 5 512            |
| Assaisse                | comuna rural            | 7 275            |
| Assaki                  | comuna rural            | 8 296            |
| Azaghar N'irs           | comuna rural            | 5 943            |
| Azrar                   | comuna rural            | 5 045            |
| Bigoudine               | comuna rural            | 6 465            |
| Bounrar                 | comuna rural            | 6 855            |
| Eddir                   | comuna rural            | 7 664            |
| El Faid                 | comuna rural            | 12 811           |
| El Guerdane             | comuna urbana           | 9 222            |
| El Koudia El Beida      | comuna rural            | 19 989           |
| Freija                  | comuna rural            | 7 685            |
| Ida Ou Ghailal          | comuna rural            |                  |
| Ida Ou Moumen           | comuna rural            | 6 023            |
| Ida Ougoummad           | comuna rural            | 5 405            |
| Igli                    | comuna rural            | 10 034           |
| Igoudar Mnabha          | comuna rural            | 8 251            |
| Iguidi                  | comuna rural            | 9 323            |
| Ilmguert                | comuna rural            |                  |
| Imaouen                 | comuna rural            | 3 103            |
| Imi N'tayart            | comuna rural            | 2 366            |
| Imilmaiss               | comuna rural            | 7 398            |
| Imoulass                | comuna rural            | 9 320            |
| Irherm                  | comuna urbana           | 4 624            |
| Issen                   | comuna rural            | 10 624           |
| Lagfifat                | comuna rural            | 17 322           |
| Lakhnafif               | comuna rural            | 8 881            |
| Lamhadi                 | comuna rural            | 10 651           |
| Lamhara                 | comuna rural            | 10 519           |
| Lamnizla                | comuna rural            | 4 994            |
| Machraa El Ain          | comuna rural            | 9 832            |
| Nihit                   | comuna rural            | 2 357            |
| Oualqadi                | comuna rural            | 3 027            |
| Oulad Aissa             | comuna rural            | 9 736            |
| Oulad Berhil            | comuna urbana           | 15 369           |
| Oulad M'hella           | comuna rural            |                  |
| Oulad Teima             | comuna urbana           | 66 183           |
| Ouneine                 | comuna rural            | 8 417            |
| Ouzioud                 | comuna rural            | 7 467            |
| Saktana                 | comuna rural            |                  |
| Sidi Abdellah Ou Moussa | comuna rural            |                  |
| Sidi Abdellah Ou Said   | comuna rural            | 4 014            |
| Sidi Ahmed Ou Abdellah  | comuna rural            | 4 543            |
| Sidi Ahmed Ou Amar      | comuna rural            | 13 753           |
| Sidi Boaal              | comuna rural            | 4 042            |
| Sidi Borja              | comuna rural            | 9 085            |
| Sidi Boumoussa          | comuna rural            | 13 727           |
| Sidi Dahmane            | comuna rural            | 8 414            |
| Sidi Hsaine             | comuna rural            | 7 507            |
| Sidi Moussa Lhamri      | comuna rural            | 12 074           |
| Sidi Mzal               | comuna rural            | 2 503            |
| Sidi Ouaaziz            | comuna rural            | 7 554            |
| Tabia                   | comuna rural            | 2 329            |
| Tafingoult              | comuna rural            | 6 559            |
| Tafraouten              | comuna rural            | 9 328            |
| Talgjount               | comuna rural            | 5 662            |
| Taliouine               | comuna urbana           | 5 844            |
| Talmakante              | comuna rural            | 4 369            |
| Tamaloukte              | comuna rural            | 4 982            |
| Taouyalte               | comuna rural            | 7 818            |
| Tassousfi               | comuna rural            | 7 308            |
| Tataoute                | comuna rural            | 5 630            |
| Tazemmourt              | comuna rural            | 5 676            |
| Tidsi-Nissendalene      | comuna rural            | 6 180            |
| Tigouga                 | comuna rural            | 4 773            |
| Tindine                 | comuna rural            | 3 612            |
| Tinzart                 | comuna rural            | 5 513            |
| Tiout                   | comuna rural            | 2 817            |
| Tisfane                 | comuna rural            | 2 808            |
| Tisrasse                | comuna rural            | 7 412            |
| Tizgzaouine             | comuna rural            | 5 986            |
| Tizi N'test             | comuna rural            | 5 391            |
| Toubkal                 | comuna rural            | 9 119            |
| Toughmart               | comuna rural            | 8 484            |
| Toumliline              | comuna rural            | 3 000            |
| Tuofelaazt              | comuna rural            | 2 172            |
| Zagmouzen               | comuna rural            | 8 645            |
| Zaouia Sidi Tahar       | comuna rural            | 9 511            |